# 손진환
손진환(孫振煥, 1968년 9월 30일~)은 대한민국의 배드민턴 선수 출신 배드민턴 지도자이다. 선수시절 1990년 아시안 게임에 참가해 동메달을 획득했다.